# Droga wojewódzka nr 931
Droga wojewódzka nr 931 (DW931) – droga wojewódzka łącząca Bieruń Stary z Pszczyną o długości ok. 17 km. Droga przebiega przez powiaty: bieruńsko-lędziński i pszczyński.